# Saint Seiya: Gigantomachia
Saint Seiya: Gigantomachia (聖闘士星矢 ギガントマキア Seinto Seiya Gigantomakia?) es una novela inspirada en el manga y anime Saint Seiya, conocido como Los Caballeros del Zodiaco, es un manga spin-off escrito por Tatsuya Hamasaki e ilustrado por Shingo Araki bajo supervisión de Masami Kurumada, autor de la obra original. 
Gigantomachia está ubicada entre el enfrentamiento contra Poseidón y la Guerra con Hades. Fue publicada por Shūeisha en la colección Jump Books, editada en Japón el 23 de agosto de 2002. Está formada por dos volúmenes llamados: Capítulo de Mei (盟の章 Mei no shō?) y Capítulo de Sangre (血の章 Chi no shō?).

## Argumento
El Santuario de Athena vive finalmente días de paz después de las terribles batallas, el tiempo ha pasado desde la rebelión de Saga de Géminis, por lo que los Caballeros de Bronce y Caballeros de Plata sobrevivientes aprovechan de un reposo bien merecido, hasta que una noche un nuevo incidente se produce. Los Gigantes han vuelto con un solo objetivo, extender la sangre y la muerte, para de esta forma someter a los seres humanos y dominar el planeta, esto, haciéndoselo saber a su enemigo ancestral. Athena, y vestidos con sus sólidas armaduras llamadas Adamas, mismas que suelen ser tan sólidas y duras como el mismísimo diamante y para lograr sus planes necesitan primero resucitar a su dios Tifón. Ellos raptan a una joven llamada Yulij, Caballero de Bronce del signo de Sextante, para atraer a Athena y los otros caballeros. Los primeros en reaccionar son Athena, Seiya de Pegaso y Shun de Andrómeda, acompañados más tarde por Hyoga de Cisne, se dirigen a Sicilia para librar batalla contra sus nuevos adversarios sedientos de venganza a consecuencia de su antigua derrota. Para que la resurrección de Tifón sea completa, un sacrificio de cosmos y de sangre es necesario, y los Gigantes están decididos a llevar a cabo cualquier acción necesaria para lograr este objetivo. Pero estando las cosas en esta situación resulta también que Sicilia
es el lugar donde fue enviado a entrenarse hace años uno de los 100 hijos de Mitsumasa Kido, destinado también como sus medio-hermanos a convertirse en caballero, joven muchacho llamado Mei. Este se quedó más tiempo del previsto en su lugar de entrenamiento, su armadura sagrada de Coma Berenice no es ni de Oro, ni de Plata, ni de Bronce.

## Personajes

### Ejército de Atena
- Saori Kido (Atena)

Caballeros de Bronce
- Seiya de Pegaso (天馬星座ペガサスの星矢, pegasasu no seiya)
- Hyoga de Cisne (白鳥星座の氷河, kigunasu no hyōga)
- Shiryu de Dragón (龍星座ドラゴンの紫龍, doragon no shiryū)
- Shun de Andrómeda (アンドロメダ星座の瞬, andoromeda no shun)
- Ikki de Fénix (鳳凰星座の一輝, phoenix no ikki)
- Yulij de Sextante (六分儀座（セクスタンス）のユーリ, sekusutansu no yūri)

Caballeros de Plata
- Nicol de Altar (祭壇座（アルター）のニコル, arutā no nikoru)

Caballeros desconocidos
- Mei de Coma (髪の毛座の盟, kōma no mei)

### Gigas
- Pallas, "Espíritu Estúpido"; es el primer Gigante en aparecer, se enfrenta a Seiya de Pegaso con Agrios y Thoas; es arrinconado por Shiryu de Dragón y Mei, muere al suicidarse con tal de no revelar información sobre Tifón. Su Adama es roja y está hecha de Ónix. Tiene unas garras extremadamente largas. Su técnica es Puppet Claw (Garra del Títere).

- Thoas, "Trueno Rápido"; es el segundo gigante en aparecer, se enfrenta a Seiya con Pallas y Agrios, combate contra Shun y luego contra Hyoga, pero sacrifica su vida para permitir que Tifón resucite. Su Adama es verde y está hecha de Malaquita. A diferencia de los demás gigantes, tiene un lado más tranquilo y humano. Sus técnicas son Stigma (Stigmate), Avenger Shot (Tiro Vengador).

- Agrios, "Fuerza Bruta"; es el tercer gigante en aparecer, se enfrenta a Seiya junto a Pallas y Thoas, simula ser derrotado por Seiya, pero sacrifica su vida para permitir que Tifón resucite. Su Adama es de un azul tenebroso y está hecha de Lapislázuli. Es el más grande de los gigantes. Su técnica es Crag Press (Masa de Piedra Aplastante).

- Enkelados, "Voz Sellada"; es el jefe de los gigantes que intentan liberar a Tifón y sus hijos, combate a Hyoga, pero sacrifica su vida para permitir que Tifón resucite. Su cuerpo servirá de receptor para el alma de Tifón. Su Adama es amarilla y está hecha de Topacio. Oculta su rostro bajo una máscara de calavera. Estaba armado con un bastón de esqueleto. No tiene técnicas conocidas.

- Orthros, "Perro maléfico de dos cabezas"; es el primer Gigante de Nuevo Tipo en aparecer, se enfrenta a Hyoga y es muerto por su Aurora Excecution. Su Adama es azul y está hecha de Zafiro, además imita un Can Bicéfalo. Parece tener tres cabezas. Tiene un torso y abdomen de proporciones colosales. Su técnica es Sappheiros Enedra (Trampa de Zafíro).

- Quimera, "Criatura Compuesta"; es el segundo Gigante de Nuevo Tipo en aparecer, se enfrenta a Seiya y es muerto por su Pegasus Sui Sei Ken. Su Adama es roja oscura y está hecha de Rubí, además parece ser la propia caparazón del gigante. Posee la espada envenenada de la serpiente y el escudo del león. Su técnica es Anthrax (Quemaduras).

- Ladon, "Dragón de cien cabezas"; es el tercer Gigante de Nuevo Tipo en aparecer, combate contra Mei, mata a Nicol y es muerto por el Rozan Shôryûha de Shiryu. Su Adama es amarilla y está hecha de Ópalo. Su rostro está cubierto por una máscara. Su técnica es Poliorkria (Cerco).

- Tifón/Typhoeus; es Dios de los Gigantes, cuyo espíritu fue encerrado en el Monte Etna por Zeus, Atenea y otros dioses. Llega a escapar del sello divino, y gracias a los sacrificios de los Gigantes Thoas, Agrios y del cuerpo de Enkelados, vuelve de nuevo sobre la Tierra. Luego, para recuperar su verdadero cuerpo, se fusionará con Equidna. Combate contra Saori, luego con su verdadero cuerpo se enfrenta a Ikki que destruye su nuevo cuerpo, y finalmente se enfrentará a Mei que utilizará su propio cuerpo para sellarlo de nuevo. Su Adama es dorada y está hecha de Cornalina. Sus técnicas son desconocidas.

- Equidna; no aparece en la historia, pero su rol es primario. Su cuerpo no es más que una estatua, pero es útil para permitir que Tifón obtenga su verdadero cuerpo. Descansa bajo el Monte Arima (en Japón), dónde el cosmos de Tifón crea una barrera que disminuye el cosmos de todo intruso. Los héroes deberán recibir la sangre de Atenea para escapar de los efectos de este escudo.

## Volúmenes
| Volumen 1 | ISBN                | Publicado            |
| Volumen 1 | ISBN 978-4087031195 | 23 de agosto de 2002 |
| |                     |                      |
| Contiene los capítulos: - 001. Orestes (オレステース Oresutēsu?) - 002. Los Santos de Athena (アテナの聖闘士 Atena no Seinto?) - 003. Sicilia (シチリア Shichiria?) - 004. Resurrección (復活 Fukkatsu?) - 005. Intermedio (中級 Chūkyū?) |                     |                      |

| Volumen 2 | ISBN                | Publicado               |
| Volumen 2 | ISBN 978-4087031232 | 16 de diciembre de 2002 |
| |                     |                         |
| Contiene los capítulos: - 006. Equidna (エキドナ Ekidona?) - 007. Coma (かみ Kami?) - 008. Sangre (血 Chi?) - 009. Cronos (クロノス Kuronosu?) - 010. Deus Ex Machina (デウスエクスマキナ Deusuekusumakina?) |                     |                         |